# 1872
1872 (MDCCCLXXII) là một năm nhuận bắt đầu từ ngày Chủ Nhật của lịch Gregory hay bắt đầu từ ngày thứ Hai, chậm hơn 12 ngày, theo lịch Julius. Đây là năm trong thế kỷ 19.

## Sự kiện

### Tháng 1 – Tháng 6
- 2 tháng 1 – Brigham Young bị bắt giữ vì tội đa thê (28 vợ)
- 12 tháng 1 – Yohannes IV lên ngôi ở Axum, trở thành vị Hoàng đế Ethiopia đầu tiên đăng quang ở thành phố này trong hơn 500 năm
- 13 tháng 2 – Rex, cuộc diễu hành nổi tiếng nhất trong ngày Mardi Gras, các cuộc diễu hành ở New Orleans cho Đại Công tước Aleksei Mikhailovich của Nga

### Tháng 7 – Tháng 12
- 30 tháng 11 – Trận đấu bóng đá quốc tế đầu tiên được FIFA (sau này) công nhận là "chính thức" diễn ra tại Hamilton Crescent, Scotland; kết quả hai đội Scotland và Anh hòa nhau 0–0.[1]

## Sinh
- Không rõ – Nguyễn Phúc Tốn Tùy, phong hiệu Mỹ Lương Công chúa, công chúa con vua Dục Đức (m. 1964).

## Mất
- 6 tháng 11 – Nguyễn Phúc Lương Nhàn, phong hiệu Thông Lãng Công chúa, công chúa con vua Minh Mạng (s. 1838).
- Không rõ – Tăng Quốc Phiên, tướng nhà Thanh.